# Нестанак хероја на крају миленијума у српској драми и друштву (књига)
Нестанак хероја на крају миленијума у српској драми и друштву је научна монографија др Златка М. Грушановића, објављена 2021. године у Београду. Књига је настала по докторској дисертацији „Типологија хероја у српској култури и друштву од 1990. до 2000.: (српска драма)“. Књигу је објавила Задужбина Андрејевић у Библиотеци Educatio, бр. 69.

## О књизи
Књига је резултат истраживања током две деценије. Грушановић у континуитету објављује научно-стручне студије из области филологије, драматургије, театрологије, педагогије и српске културне историје. Након дипломирања 2003. године на Филолошком факултету Универзитета у Београду на групи за српску књижевност и језик са општом књижевношћу, магистрирао је 2007. на Факултету драмских уметности Универзитета уметности у Београду, тезом „Драматургија Љубомира Симовића”, да би на истом факултету наставио докторске студије на теми „Типови хероја у српској култури и друштву од 1990. до 2000. (српска драма). Докторирао је 2018. године на Филолошком факултету Универзитета у Београду.
Овај његов докторски рад о херојима у српској драми деведесетих година 20. века резултирао је бројним публикацијама, укључујући чланке у престижним часописима као што су Књижевност и језик, Театрон, Зборник Матице српске за књижевност и језик и Књижевна историја, да би 2021. био објављен целовито, као високо оцењена монографија Нестанак хероја на крају миленијума у српској драми и друштву.
Зоран Стефановић каже: „Грушановић је темељно обрадио феномен дехероизације српске културе у постјугословенском периоду, и његови резултати су високо релевантни са аспекта филологије, драматургије, театрологије, културне антропологије и психологије. (...) Грушановић је успешно дао метод, модел и почетне резултате, који би се сада могли пренети на изучавање питања хероја у српској прози, филму, стрипу, радио драми“